# Лесневский, Иосиф Викентьевич
Лесневский Иосиф Викентьевич (14 сентября 1867 год — 3 октября 1921 год) — военный министр Польши (1919—1920).

## Биография
Иосиф Викентьевич родился 14 сентября 1867 году в католической дворянской семье. Брат Людвиг — будущий горный инженер.
Образование получил в Полоцком кадетском корпусе. В службу вступил 1 сентября 1884 года. Закончил 2-е Военное Константиновское училище, после которого был отправлен в Санкт-Петербургский гренадерский полк.
Подпоручиком стал 07 августа 1885 года, поручиком — 30 августа 1889 года, гвардии поручиком — 06 декабря 1894 года (после дарования полку прав), штабс-капитаном — 06 декабря 1896 года, капитаном — 22 июля 1900 года. Участвовал в русско-японской войне 1904—1905 годов. Звания полковника получил 22 апреля 1907 года, а с 06.02.1913 года являлся командиром Дагестанского 82-го пехотного полка. Участвовал в первой мировой войны. Генерал-майор (пр. 31.12.1914; ст. 26.08.1914; за отличия в делах). Командир бригады 2-й гренадёрской дивизии с 03 февраля 1915 года. На 10 июля 1916 года в том же чине и должности. Командующий 8-й Сибирской стрелковой дивизией  в течение 07.04. — 23.09.1917 годах.
В сентябре 1917 года перешел на службу в 1-й Польский корпус. С 23 сентября 1917 года командовал 3-й Польской стрелковой дивизией. С декабря 1918 года командующий оперативной группой под Львовом. Военный министр Польши в период 27.02.1919-09.08.1920 годах, член Совета обороны государства. Генерал-поручик (пр. 27.02.1919). Позже переименован в Генералы дивизии (ст. 01.06.1919).
Иосиф Викентьевич скончался в Варшаве.

## Награды
Иосиф Викентьевич был неоднократно награждён:
- 1907 — орден Святой Анны III степени;
- 1910 — орден Святого Станислава II степени;
- 03.07.1915 — орден Святого Владимира III степени с мечами;
- 16.08.1915 — орден Святого Станислава I степени с мечами;
- 06.05.1916 — орден Святой Анны I степени с мечами;
- 26.11.1916 — орден Святого Владимира II степени с мечами.